# Christian Paulsen

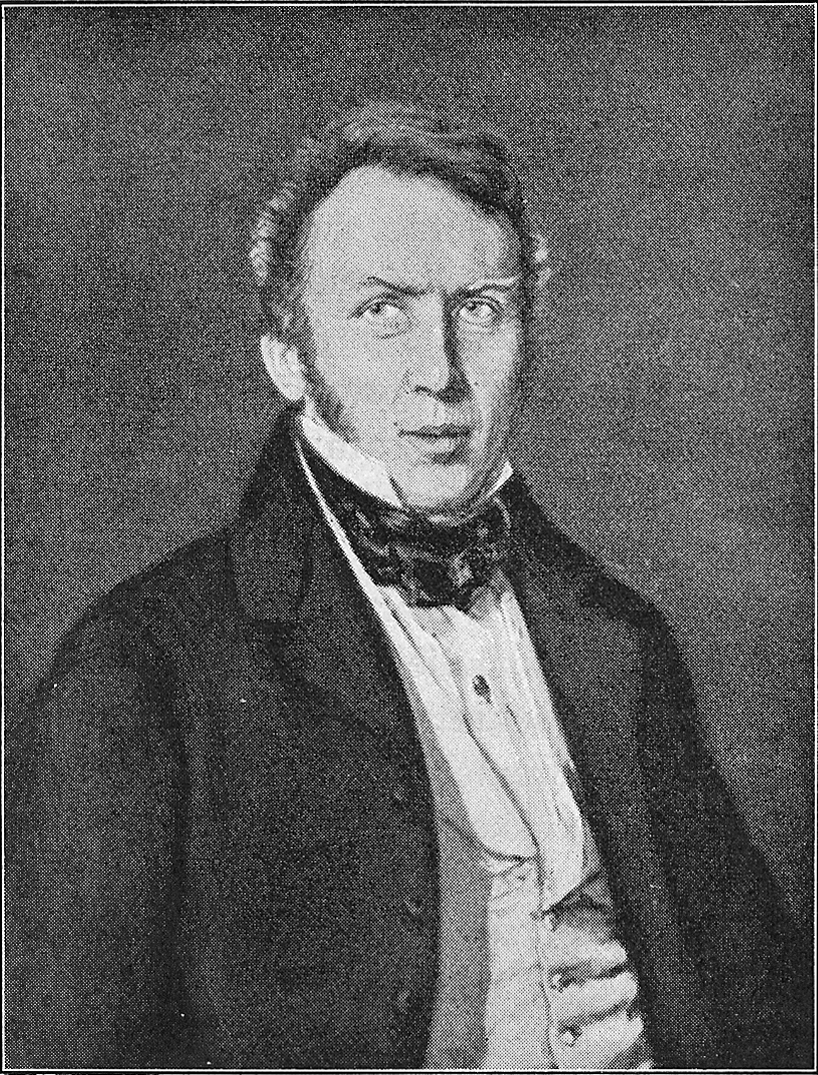
Christian Albrecht Jensens Porträt von Christian Paulsen.

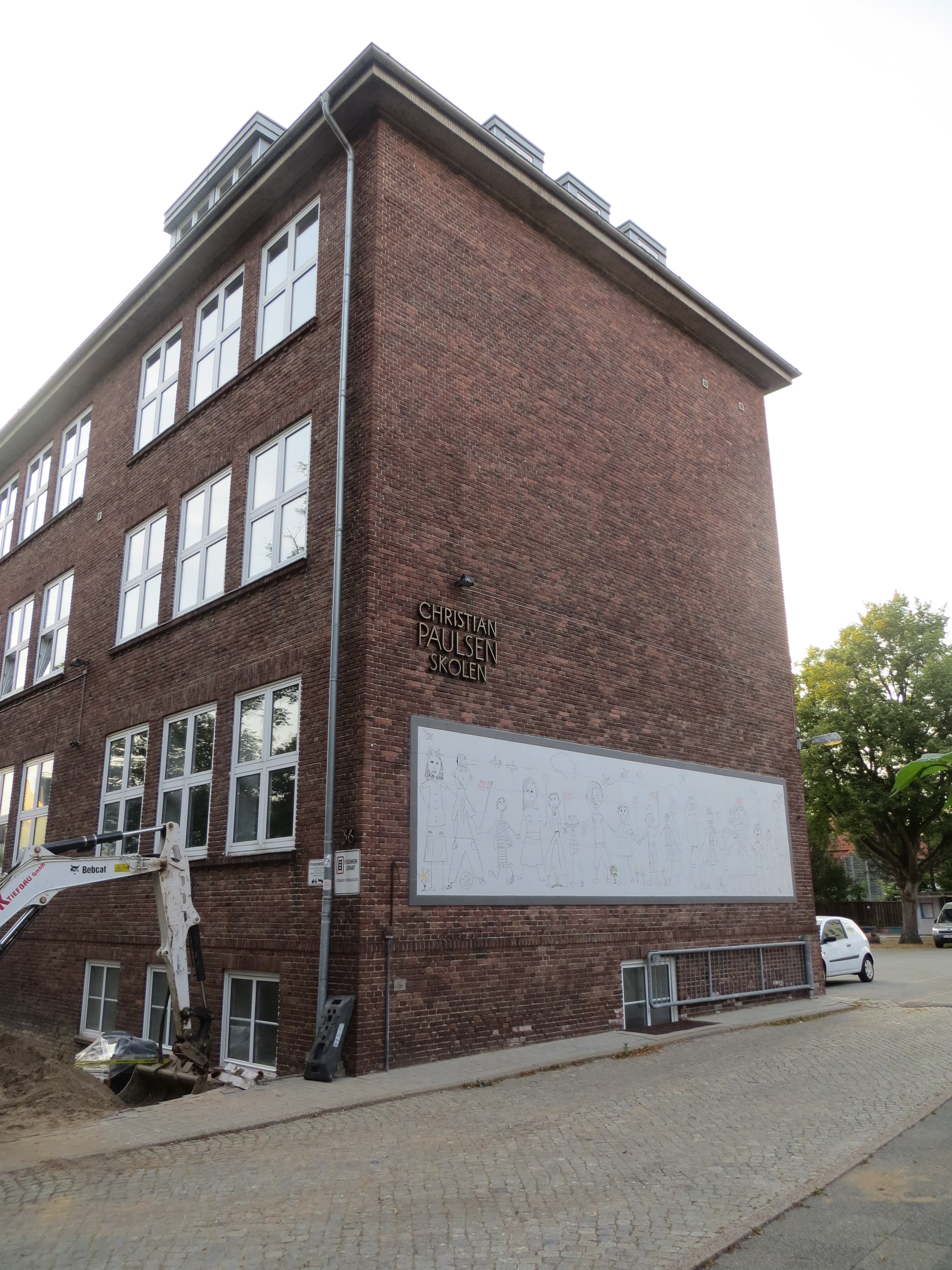
Die in Flensburg nach ihm benannte Christian Paulsen Skolen im Südergraben

Paul Detlev Christian Paulsen (10. Januar 1798 in Flensburg – 28. Dezember 1854 ebd.) war ein dänischer Jurist, Buchautor und Politiker, der sich unter anderem für die dänischen Sprache in Schleswig engagierte.

## Leben und Werk
Paulsen stammt aus einer Flensburger Kaufmannsfamilie.  Er besuchte das Katharineum zu Lübeck bis zu seinem Abschluss Michaelis 1816 und studierte in Göttingen, Berlin, Heidelberg, Kiel und Kopenhagen Jura. In Berlin studierte er unter anderem bei Friedrich Carl von Savigny, dem Begründer der Historischen Rechtsschule. 1818 gewann er einen Wissenschaftspreis für eine Abhandlung über Rhodos in der mazedonischen Zeit. 1822 erwarb er das Lizenziat und zwei Jahre später den Doktor in Rechtswissenschaften. In der Zeit zwischen 1825 und 1848 wirkte er als Professor für Jura und Rechtsgeschichte an der Christian-Albrechts-Universität zu Kiel. Einen Ruf an die Kaiserliche Universität Dorpat im Ostseegouvernement Livland in Russland schlug er 1831 aus.
Nachdem sich Uwe Jens Lornsen 1830 für ein vereinigtes Schleswig-Holstein aussprach, publizierte Paulsen 1832 und 1837 zwei Schriften, in denen er die rechtliche Lehensbindung Schleswigs an Dänemark hervorhob und eine stärkere Position der dänischen Sprache in Schleswig einforderte. Paulsen argumentierte, dass die Rechts- und Schulsprache der gesprochenen Umgangssprache entsprechen müsse. Wie Lornsen forderte er auch eine Modernisierung des absolutistischen Gesamtstaates, betonte jedoch zugleich die Rechte der dänischsprachigen Schleswiger. So forderte er mit Nachdruck die Anwendung des bis dato nicht umgesetzten königlichen Sprachreskriptes vom 19. Januar 1811, demzufolge Dänisch hätte Schul-, Kirchen- und Rechtssprache in den Teilen Schleswigs hätte werden müssen, in denen es auch mehrheitlich als Umgangssprache gesprochen wurde. Um den Einfluss der deutsch-orientierten Kieler Universität zu begrenzen, regte Paulsen die Etablierung einer Universität in Kolding an. Im Jahr 1838 unterstützte er die Herausgabe der Tageszeitung Dannevirke in Haderslev durch den dänischen Theologen und Politiker Christian Flor, für die er auch selbst mehrere Artikel zu meist sprachpolitischen und sprachhistorischen Inhalten verfasste. In dem heraufziehenden deutsch-dänischen Nationalitätenkonflikt wurde seine Position an der deutsch ausgerichteten Kieler Universität zunehmend schwieriger. Paulsen protestierte noch am 24. März 1848 gegen die Bildung einer deutschen Provisorischen Regierung für die beiden Herzogtümer, ehe er am Abend nach Kopenhagen abreiste.
In Kopenhagen wirkte Paulsen als Dozent an der dortigen Universität und gründete zusammen mit dem Botaniker Joakim Frederik Schouw und Christian Flor ein Komitee zur Unterstützung für Schleswiger, die infolge des Schleswigschen Krieges vertrieben worden waren. Nachdem die Verhandlungen über ein dänisches Grundgesetz begannen, forderte Paulsen vergeblich die Aussetzung der Verhandlungen, bis aus allen Teilen des Landes Delegierte teilnehmen könnten. Auf Aufforderung der dänischen Regierung verfasste Paulsen stattdessen einen Entwurf für eine schleswigsche Verfassung. Nach Paulsens Vorstellung sollte Schleswig administrativ größtenteils in das Königreich integriert werden, nur das Rechts- und Kommunalwesen sollte einem schleswigschen Landtag unterworfen sein. Nach der Schlacht bei Idstedt wurde Paulsen Mitglied der Oberjustizkommission in Flensburg, starb jedoch überraschend am 28. Dezember 1854 in seiner Heimatstadt.
Paulsen hat sich als Jurist vor allem als Rechtshistoriker hervorgetan. Auch im Bereich des Privatrechts hat Paulsen geforscht und unter anderem Schriften über Familienrecht im nordischem Recht und insbesondere im Jütischen Recht herausgegeben. Politisch trat er vor allem als Unterstützer der dänischsprachigen Schleswiger in Erscheinung. Er ist einer von 18 verdienten Dänen, die auf dem Obelisk auf Skamlingsbanken namentlich genannt werden. In Flensburg ist eine dänische Schule nach Paulsen benannt.
Christian Paulsen war ein Sohn des Flensburger Kaufmanns Christian Detlev Paulsen (1756–1805) und dessen Frau Ingeborg Sophie Gadebusch (1777–1854). Er war ab 1826 verheiratet mit Thora Alvilde Bloch (1802–1834) und in zweiter Ehe ab 1835 mit deren Schwester Margrethe Christiane Marie Bloch (1798–1866).

## Werke (Auswahl)
- Commentatio exhibens Rhodi descriptionem Macedonica aetate, 1818
- Ueber Volksthümlichkeit und Staatsrecht des Herzogthums Schleswig nebst Blicken auf den ganzen dänischen Staat, 1832
- Det danske sprog i hertugdømmet Slesvig, 1837 (Digitalisat)
- Slesvigsk rets-formularbog, samt tydsk-dansk lovkyndigheds-ordbog, 1853 (Digitalisat)